# Лукаш Поремба
Лукаш Поремба (пол. Łukasz Poręba, нар. 13 березня 2000, Легниця, Польща) — польський футболіст, півзахисник німецького клубу «Гамбург».

## Ігрова кар'єра

### Клубна
Лукаш Поремба народився у місті Легниця. Займатися футболом почав в молодіжній команді клубу «Заглемб'є» з Любіна. У 2018 році футболіст дебютував у першій команді у турнірі чемпіонату Польщі.
Влітку 2022 року після закінчення контракту з «Заглембє» Поруба як вільний агент перейшов до стану французького «Ланса», уклавши з клубом п'ятирічну угоду. 31 серпня футболіст дебютував у новій команді у матчі французької Ліги 1.
У серпні 2023 року Лукаш Поремба перейшов до клубу Другої німецької Бундесліги «Гамбург». На правах оренди до кінця сезону. Влітку 2024 року після закінчення терміну оренди футболіст приєднався до «Гамбурга» вже на постійній основі.

### Збірна
В період з 2021 по 2022 роки Лукаш Поремба провів десять матчів у складі молодіжної збірної Польщі.